# Cytinus baronii
Cytinus baronii är en tvåhjärtbladig växtart som beskrevs av Baker f.. Cytinus baronii ingår i släktet Cytinus och familjen Cytinaceae. Inga underarter finns listade i Catalogue of Life.